# Domus Instituto de Autismo
Domus Instituto de Autismo (Domus) es una organización sin ánimo de lucro fundada en la Ciudad de México, México. Se dedica a brindar servicios a personas con autismo y sus familias.  Es la Asociación Civil pionera en México, en 2020 cumplió 40 años de trayectoria.  Su modelo de atención integral cubre la evaluación y diagnóstico (pruebas neurológicas, pruebas conductistas y observación detallada para determinar el curso de la atención), además brinda un enfoque especializado a cada persona, integrandolo a un ambiente laboral y escolar.
La organización también es conocida como Centro Educativo Domus.

## Historia
Domus se funda en 1980 por un grupo de padres de niños con diferentes discapacidades quienes buscaban soporte. La directora fue Judith Martínez de Vaillard, quien tuvo un hijo con autismo llamado Fabian.  En 1994, Domus fue nombrado por la integración educativa en el programa de México titulado: "El alumno con TÉ integrado en el aula regular con un Asesor de Integración".  Actualmente, Domus tiene un Taller Productivo en Comidas Funcionales.  En el año 2000 se abrió un centro de trabajo para adultos con autismo.

## Reconocimientos
Domus ganó el Institución en Asistencia premio Social en 2013. José Tomás dio 22,000 Euros a Domus en 2015.
Domus es reconocido por participar en estudios de investigación sobre autismo, ha recibido varios reconocimientos por esta iniciativa.  En 2019, Domus se ha asociado con Universidad Internacional de La Rioja para conducir investigación sobre autismo.